# Henry Drysdale Dakin
Henry Drysdale Dakin   (Londres, 12 de març de 1880 - Nova York, 10 de febrer de 1952), FRS,fou un químic anglès.
Va néixer a Londres com el més jove dels 8 fills d'una família de comerciants d'acer originària de Leeds. Quan encara anava a l'escola va fer l'anàlisi d'aigua amb l'Analista de la ciutat de Leeds. Va estudiar química a la Universitat de Leeds amb Julius B. Cohen i després va treballar amb Albrecht Kossel sobre l'arginasa a la Universitat de Heidelberg. Es va unir a la Universitat de Colúmbia el 1905, treballant en el laboratori de la Christian Herter. Durant el seu treball en aminoàcids va obtenir el seu doctorat per Leeds.
El 1914 va tornar a Anglaterra per oferir el seu servei amb l'esforç de guerra. A causa d'una sol·licitud d'un químic per part d'Alexis Carrel per a l'Institut Rockefeller, Dakin es va unir a Carrel el 1916 en un hospital temporal a Compiègne. Allà ambdós van desenvolupar el mètode Carrel-Dakin de tractaments per a ferides. Aquest consistia a irrigar intermitentment la ferida amb la solució de Dakin. Aquesta solució és un antisèptic molt diluït, que consisteix en hipoclorit de sodi (0,4% a 0,5%) i àcid bòric (4%). És inestable i es deteriora en unes sis hores, i s'ha de fer el necessari. Des de 1982, una solució modificada, més estable, està disponible comercialment, fabricada per Century Pharmaceuticals
Després es va casar amb la vídua de Christian Herter el 1916, va treballar en el seu laboratori privat a Scarsdale, Nova York, i va tenir diverses col·laboracions estretes amb altres científics. Els seus principals camps de treball foren els aminoàcids i enzims. L'extracció dels aminoàcids de pèptids hidrolitzats per butanol va ser inventada per ell. També es va interessar per la química orgànica i la síntesi, i va idear la reacció de Dakin i reacció de Dakin-West.
Va morir poc després de la mort de la seva esposa a principis de 1952